# Chavin de Huantar (distrito)
Chavin de Huantar é um distrito peruano localizado na Província de Huari, departamento Ancash. Sua capital é a cidade de Chavin de Huantar.

## Transporte
O distrito de Chavin de Huantar é servido pela seguinte rodovia:
- AN-110, que liga a cidade de Huantar ao distrito de Catac
- AN-111, que liga a cidade ao distrito de Huallanca [2][3][4]